# 1977 في إيران
فيما يلي قوائم الأحداث التي وقعت خلال عام 1977 في إيران.

## سياسة

### انتهاء فترة المنصب
- 1 يناير – ريتشارد هيلمز سفير الولايات المتحدة  لدى إيران [الإنجليزية]‏.

## مواليد

### يناير
- 1 يناير – يوسف ندرخاني قس إيراني.

### فبراير
- 1 فبراير – آشكان نامداري لاعب كرة قدم إيراني.
- 3 فبراير – ميترا حجار ممثلة إيرانية.
- 5 فبراير – هوتن دولتي سياسي إيراني.
- 24 فبراير – روزا جمالي كاتبة إيرانية.

### مارس
- 21 مارس – محمد رضا كلزار ممثل إيراني.

### أبريل
- 17 أبريل – ليلا صادقي
- 23 أبريل – آرش مغني إيراني.

### مايو
- 3 مايو – مريم ميرزاخاني رياضياتية إيرانية.
- 7 مايو – كاناكو نيشي

### يونيو
- 2 يونيو – داريوش يزداني لاعب كرة قدم إيراني.
- 11 يونيو – مهناز أفشار ممثلة إيرانية.

### يوليو
- 5 يوليو – علي انصاريان لاعب كرة قدم إيراني.
- 24 يوليو – مهدي مهدفيكيا لاعب كرة قدم إيراني.

### أغسطس
- 28 أغسطس – فريد عبدي لاعب كرة قدم إيراني.

### سبتمبر
- 2 سبتمبر – عباس آقايي لاعب كرة قدم إيراني.
- 5 سبتمبر – گلنار ثروتيان
- 9 سبتمبر – فرزاد مجيدي لاعب كرة قدم إيراني.
- 11 سبتمبر – بجمان جمشيدي لاعب كرة قدم إيراني.
- 21 سبتمبر – بيهروز باكينات لاعب كرة قدم إيراني.

### أكتوبر
- 4 أكتوبر – فراز فاطمي لاعب كرة قدم إيراني.
- 10 أكتوبر – علي كريم مخرج أفلام إيراني.

### نوفمبر
- 8 نوفمبر – شهرام أميري عالم نووي إيراني.
- 10 نوفمبر – شبنم قلي خاني
- 23 نوفمبر – علي سامره لاعب كرة قدم إيراني/ مدرب كرة القدم.
- 25 نوفمبر – مريم جعفري أزرماني شاعرة إيرانية.
- 28 نوفمبر – إلهام حميدي ممثلة إيرانية.

## وفيات

### يونيو
- 19 يونيو – علي شريعتي (مواليد 1933) مفكر إيراني إسلامي شيعي مشهور ويعتبر ملهم الثورة الإسلامية.

### أكتوبر
- 23 أكتوبر – مصطفى الخميني (مواليد 1930) موظف ديني إيراني.

### نوفمبر
- 25 نوفمبر – منوتشهر إقبال (مواليد 1909)

### ديسمبر
- 30 ديسمبر – حسين قدس نخعي (مواليد 1911) سياسي إيراني.